# San Giacomo Scossacavalli
San Giacomo Scossacavalli ou Igreja de São Tiago Scossacavalli, conhecida também como San Giacomo a Scossacavalli, era uma igreja de Roma, Itália, localizada no rione Borgo, de frente para a piazza Scossacavalli. Foi demolida em 1937, juntamente com a praça e toda a Spina di Borgo, para permitir a abertura da via della Conciliazione, a grande avenida que liga a Basílica de São Pedro à Ponte Sant'Angelo. Era dedicada a São Tiago.

## História

### Idade Média
O nome da igreja deu origem a uma lenda piedosa popular. Quando Helena, a mãe de Constantino, o Grande, retornou de sua viagem à Terra Santa, ela trouxe, entre muitas outras relíquias, duas pedras: a que Jesus foi apresentado ao Templo e a que Abraão utilizou para o sacrifício de Isaac. A imperatriz pretendia doar ambas para a Basílica de São Pedro, mas, inesperadamente, quando o comboio passava pelo local onde a igreja ficava, os cavalos (em italiano:  "cavalli") empacaram, mesmo depois de chicoteados (em italiano:  "scossi") diversas vezes. Já na época, uma capela foi construída no local para abrigar as duas pedras, a origem da igreja. Não há fundamento histórico para esta história e é muito mais provável que o nome da igreja seja devido à descoberta, perto da praça, de um fragmento de uma estátua equestre da Roma Antiga, possivelmente a coxa do cavalo, chamada, em latim vulgar, "Coxa Caballi".
Seja como for, a igreja tinha uma origem muito antiga: na Idade Média, era dedicada a Jesus Salvador (em italiano:  Salvatore) e aparece como San Salvatoris de Coxa Caballi nas bulas dos papas Sérgio I (r. 687–701) e Leão IV (r. 847–855). Além disso, a igreja foi mencionada nos principais catálogos medievais de igrejas romanas, como o Catálogo Censio Camerario e o "Catálogo de Paris".
De acordo com algumas fontes, esta igreja pode ser identificada como sendo San Salvatore de Bordonia, uma referência ao "bordone", o nome dado ao cajado utilizado pelos peregrinos que vinham para a Basílica de São Pedro, que, aparentemente, deixavam os cajados em San Giacomo antes de entrar na basílica, exatamente como era o costume quando se completava o Caminho de Santiago, o que também ajuda a explicar a dedicação a São Tiago muito depois.
Em 1259, relíquias de São Tiago foram transladadas para a igreja, que mudou sua dedicação para homenagear o santo. Seu nome habitual nos documentos da época era S. Jacobus de Portico, no qual Portico era, por antonomásia na Roma medieval, a passagem coberta que ligava são Pedro ao Tibre, chamado de "Porticus Sancti Petri". Em 1198, o papa Inocêncio III (r. 1198–1216) entregou a igreja ao capítulo de São Pedro. In 1275, passou a ser a sede de uma paróquia.

### Renascimento
Em 1520, a "Confraria do Santíssimo Sacramento" (em italiano:  Confraternita del Santissimo Sacramento) foi encarregada da igreja. Segundo a tradição, esta confraria teria nascido em 1509 no Borgo por causa de uma curioso episódio: numa tarde ventosa de 1506, um carmelita, vindo da antiga igreja de Santa Maria in Traspontina (perto do Castel Sant'Angelo) seguido por um irmão leigo segurando uma vela, vinha trazendo o viático para um enfermo. Como o vento havia apagado a vela, o irmão entrou numa loja para tentar conseguir reacendê-la e o padre ficou sozinho no meio da rua. Ao verem o padre portanto o Santíssimo Sacramento, diversos transeuntes ficaram comovidos, se juntaram ao padre e o acompanharam com um dossel e tochas. O grupo foi crescendo com o passar do tempo e, em 3 de setembro de 1509, os membros formaram uma confraria. Os carmelitas concedeu à nova irmandade uma capela em Santa Maria e, em 1513, o papa Leão X (r. 1513–1521), reconheceu o grupo, que, em 1520, se mudou para San Giacomo, concedida a eles pelo Capítulo de São Pedro.
Os irmãos vestiam um hábito feito com pano de saco (em italiano:  "sacchi") branco, com uma pequena imagem no ombro esquerdo de um cálice vermelhão com uma imagem de Cristo de braços abertos. A confraria tinha por objetivo prover um médico e um barbeiro aos pobres de sua paróquia e, à cada Quinta-Feira Santa, organizava na igreja uma representação do Cristo morto com cera. Anualmente, havia também uma procissão solene, que passavam primeiro por Santa Maria sopra Minerva, no rione Pigna, depois pela Capela Paulina, no Palácio Apostólico, e, finalmente, pela Basílica de São Pedro. Em 1578, o papa Gregório XIII (r. 1572–1585) concedeu à associação a dignidade de arquiconfraria e, por conta disso, os deveres e privilégios do grupo cresceram: desde 1580, os irmãos ajudavam anualmente no dote de quatro garotas pobres da paróquia, fornecendo um vestido branco e 25 scudi. Em 1590, o papa Sisto V (r. 1585–1590) concedeu à arquiconfraria o privilégio de libertar, anualmente, um preso condenado à morte.
Logo depois de receberem as igrejas, os confrades começaram a reconstruí-la, escolhendo o arquiteto Antonio da Sangallo, o Jovem; por falta de dinheiro, porém, as obras foram paralisadas em 1590. Neste mesmo ano, Ludovico Fulgineo, referendário apostólico e governador da arquiconfraria, morreu deixando sua herança para a associação. Graças a este legado, a obra foi completada depois de apenas dois anos.

### Barroco e tempos modernos
San Giacomo passou por diversas restaurações durante a primeira metade do século XVII e a segunda metade do século XVIII. Em 23 de novembro de 1777, foi consagrada novamente pelo cardeal Henry Benedict Stuart.
A igreja foi danificada durante a ocupação napoleônica de Roma e passou por novas reformas em 1810 e em 1880, quando todas as pedras do pavimento foram removidas. Em 1825, a igreja deixou de ser uma paróquia, em 1927, um incêndio danificou diversas obras de arte e, em 1929, o edifício foi entregue para os Filhos da Providência Divina.
Finalmente, em 1937, o edifício foi demolido (terminus ante quem para o final das obras é 30 de setembro de 1937) no contexto do grande programa de construção da via della Conciliazione e a demolição da Spina di Borgo. Todas as obras de arte foram entregues primeiro para o Capítulo de São Pedro, depois para o Museu Petriano (depois demolido para permitir a construção do Auditório Paulo VI); alguns afrescos que decoravam a capela foram destacados e estão em exibição no Palazzo Braschi (Museo di Roma). Alguns elementos da fachada, incluindo um portal em travertino do século XVII, decorado com cabeças de putti, estão armazenados num galpão municipal na Muralha Aureliana (Bastione Ardeatino). As duas relíquias supostamente trazidas por Santa Helena e que teriam dado origem à igreja no local foram removidas e, no início da década de 1990, foram abrigadas em Santi Michele e Magno (a igreja nacional em Roma dos neerlandeses), também no Borgo. Uma delas é atualmente o altar-mor da igreja.

## Descrição
A importância artística desta igreja deriva principalmente de seu projeto, de Antonio da Sangallo, o Jovem, e de seus afrescos e pinturas, principalmente as obras do pintor maneirista piemontês Giovanni Battista Ricci e seus alunos.

### Arquitetura
Quando Antônio da Sangallo recebeu a encomenda de reconstruir a igreja, o principal problema que ele teve que enfrentar tinha relação com o formato do edifício: a largura da igreja, de frente para a piazza Scossacavalli, era maior que seu comprimento, ao longo do borgo Vecchio. Diversos desenhos, hoje na Galeria Uffizi, mostram diferentes soluções para o problema: uma planta de nave única alinhada ao eixo mais longo com uma entrada lateral (pela praça) e plantas octogonais ou ovais. Esta última foi adotada depois por Giacomo Barozzi da Vignola em Sant'Anna dei Palafrenieri e foi muito popular no século XVII. Sangallo acabou não adotando nenhuma delas e decidiu, ao invés disto, reduzir a área da igreja, cuja planta tornou-se retangular, com o lado mais longo perpendicular à praça, reduzindo a largura da fachada. A nave era flanqueada por quatro grandes nichos e, no espaço restante, o arquiteto construiu quatro salas, duas de cada lado, utilizadas como sacristia. A aparência da igreja em meados do século XVI (pouco antes do final das obras) é conhecido através de uma xilogravura de Girolamo Franzini. A fachada parece ser quase quadrada — no centro estava um portal com tímpano encimado por uma grande luneta aberta em uma janela redonda. Ao lado dele estão três fileiras de pilastras com dois pares de nichos, um acima do outro. Num dos lados do teto estavam os sinos.
Quando a fachada foi completado, as bases das pilastras ganharam plintos altos e uma segunda ordem foi acrescentada. Ela consistia em um frontão com um grande painel no centro decorado com afresco emoldurado por uma cornija de linhas mistas. Nos bordos inclinados do frontão estavam dois candelabros e, na base da segunda ordem, duas oriflamme. Todos estes elementos deram à fachada, que, desde 1592, ostentava também os brasões do papa Clemente VIII (r. 1592–1605) e da confraria, uma forte verticalidade. Além disto, a fachada trazia ainda afrescos de temas sacros, entre eles "alguns santos amarelos feitos de metal dourado", obra atribuída a Giovanni Guerra ou Cristoforo Ambrogini.
A igreja, que não tinha abside e nem transepto, manteve o plano original de nave única até pelo menos 1627. Em 1662, já existiam dois corredores separados da nave por duas fileiras de colunas de tijolo e cobertas por abóbadas. Em 1627, o santuário tinha cinco altares e, em 1646, seis. Em 1726, a entrada lateral para o borgo Vecchio foi fechada para dar espaço para mais outro altar.

### Interior
Começando pelo lado direito, a primeira capela era dedicada à Virgem Maria. No teto estavam pintados os "Doutores Latinos" (Ambrósio, Jerônimo, Agostinho e Gregório Magno) e, nas paredes, afrescos de Cristoforo Ambrogini ou Ambrogi. Além disso, estavam ali diversos afrescos com episódios da "Vida da Virgem", atribuídos a um artista maneirista tardio da escola emiliana, foram destacadas em 1937 e estão em exibição no Museo di Roma. Na segunda capela, dedicada a São Brás, estavam uma pintura sobre painel do santo. Foi a última capela construída na igreja e ocupava o local onde estava a porta lateral para o borgo vecchio. A terceira capela era dedicada ao "Nascimento de Jesus", mas também era conhecida como "da Circuncisão" por causa de uma pintura de Giovanni Battista Ricci. Esta capela era também conhecida como "Capela da Pedra", uma referência à famosa pedra sobre a qual Jesus teria sido apresentado no Templo de Jerusalém, abrigada ali. Depois da demolição da igreja, esta pedra, assim como a outra, a do sacrifício de Isaac, foram transladadas para a vizinha Santi Michele e Magno. Sobre o altar estava uma pintura a óleo da "Apresentação de Jesus no Templo", de um aluno de Ricci.
Na parede do fundo do corredor da direita estava um afresco do século XVI representando a "Pietà num Coro Angélico".
A primeira capela do lado esquerdo era dedicada ao Nascimento de Maria. Desde 1573, era um giuspatronato da família nobre milanesa Carcano e abrigava a pedra do "sacrifício de Isaac". No altar estava uma pintura de Ricci sobre o "Nascimento da Virgem" e, no teto estavam pintados os quatro evangelistas e nas paredes, diversos afrescos. Na segunda capela, dedicada a São Tiago, estava, sobre o altar, uma estátua do santo, posteriormente substituída por uma pintura do mesmo tema. Era ali que eram enterrados os membros da "Confraria do Santíssimo Sacramento". Finalmente, a terceira capela era dedicada ao Crucifixo e abrigava uma grande escultura de "Cristo na Cruz".
Sobre o altar-mor, dedicado a Cristo Redentor, estava uma pintura de Giovanni Battista Ricci sobre a "Última Ceia". Além disso, em 1662, um afresco destacado da "Madona com o Menino" foi transferido para lá. Os cardeais Ardicinos (o Velho e o Jovem) mandaram pintar esta mesma imagem na fachada de seu palácio no borgo Sant'Angelo. Ela era muito venerada pela população do Borgo por causa dos muitos milagres atribuídos à sua intercessão. Sobre o altar ficava um sacrário de marfim africano, obra de Giovanni Battista Ciolli, e, à direita da entrada, estava uma fonte de água benta presenteada à igreja em 1589 por Francesco Del Sodo, um membro da arquiconfraria.
Na igreja foram sepultadas diversas pessoas, cujas lápides preenchiam o piso. Entre elas, o filho e a sogra de Pirro Ligorio e Battista Gerosa, filho de Antonio, o arquiteto do Oratório de São Sebastião.